# Треш-ток
Треш-ток (англ. Trash Talk — брудна балаканина) — висловлювання на адресу суперника, частіше образливого характеру, покликані вивести опонента з рівноваги, одна з форм хвастощів або образи в конкурентних ситуаціях (наприклад, у спортивних змаганнях). Треш-ток характеризується застосуванням гіперболи й образної мови, наприклад: «Ваша команда не вміє бігати! Та ти в захисті взагалі ніякий!». Звичайно використовуються каламбури і гра слів. Досконале володіння треш-током часом впливає на результат матчу. Навіть найкоректніший спортсмен в запалі боротьбі не завжди здатен утримуватися від декількох грубих коментарів в адрес суперника.
Треш-ток широко використовувався чемпіоном в надважкій вазі боксером Мухаммедом Алі в 1960-х і 1970-х роках. З тих пір треш-ток став розповсюдженим явищем у боксі, мішаних бойових мистецтвах, баскетболі та інших видах спорту.
Визнаними майстрами треш-току вважають, наприклад, бійців Чейла Соннена та Конора Мак-Грегора.
Однак в аматорських спортивних змаганнях нецензурна лексика, як правило, не схвалюється як неспортивна поведінка (особливо в молодіжних лігах). Колишній чемпіон UFC у напівлегкій та легкій вазі Конор Макгрегор є свіжим прикладом видатного треш-балакуна, його вважають найбільшим треш-балакуном в історії ММА.